# Actuariële overleving
De actuariële overleving is de weergave van de kans op niet overlijden. Actuariële overleving als concept zegt niets over de verwachte levensduur van individuen. Ze is slechts relevant voor de levensduur van groepen. 

## Pensioenen
Met name bij het bepalen van de premies voor pensioenen en andere aan de duur van het leven gerelateerde kosten, speelt de actuariële overleving een centrale rol. Vaak wordt hierbij gewerkt met kanstabellen waarbij, afhankelijk van een bepaalde factor, meestal de huidige leeftijd, de overlevingskans wordt weergegeven. Doordat hiermee de verwachtingswaarde van de nog resterende levensjaren kan worden bepaald, is het mogelijk om een goede inschatting te maken voor de verwachte uitgaven voor de groep als geheel. Onder meer op basis van dit inzicht kan vervolgens de hoogte van de pensioenpremies worden vastgesteld.

## Medische toepassing
In de geneeskunde en de epidemiologie wordt actuariële overleving gebruikt om de overleving van een groep patiënten grafisch weer te geven. Op de x-as staat de tijd, meestal in maanden of jaren; op de y-as staat het aantal patiënten dat nog in leven is op dat tijdstip. Overigens wordt een dergelijke grafische weergave niet altijd uitgevoerd met het overlijden van de patiënt als eindpunt. Zie ook Kaplan-Meieranalyse
T=0 is meestal of het tijdstip van diagnose of het tijdstip waarop een bepaalde behandeling (operatie, chemokuur) wordt uitgevoerd. De grafiek loopt dus van links boven naar rechts onder, waarbij iedere keer dat een patiënt overlijdt of een bepaalde complicatie ontwikkelt een 'trapje' naar beneden in de grafiek verschijnt. 
De weergave is vooral geschikt om een indruk te krijgen van de effectiviteit van verschillende behandelingen ten opzichte van elkaar. Als er een duidelijk verschil in werkzaamheid bestaat zullen de grafieken spoedig uit elkaar gaan lopen. De methode geeft ook een indruk van de statistische levensverwachting bij het bestaan van een bepaalde ziekte. Die heeft echter uiteraard maar een zeer beperkte voorspellende waarde voor het individu.